# Őrtorony Biblia és Traktátus Társulat
Az Őrtorony Biblia és Traktátus Társulat  (angol: The Watch Tower Bible and Tract Society of Pennsylvania) vagy röviden csak Őrtorony Társulat a Jehova tanúinak szervezete, amely a 2020-as években a New York állambeli Warwickban székel. Ez a felekezet legfőbb szervezete, gyakran csak úgy említik: „A Társulat", „A Szervezet".
Ez a társaság és a Watchtower Bible and Tract Society of New York, Inc. birtokolja Jehova Tanúi minden irodalmának szerzői jogait.

## Vezetők
A 2020-as évek elején az elnök a magyar származású Robert Ciranko.

### A szervezet bejegyzett elnökei
Az első elnökök idejében a Szervezet elnöke egyben a teljes Jehova tanúi irányítója is volt. Ma  Jehova Tanúi Vezető Testülete irányítása alá tartozik ez a szervezet is; a Vezető Testület elnöke a vallás legmeghatározóbb személyisége.
| #  | Elnök neve                 | Születésének időpontja | Halálának időpontja | Szolgálatának kezdete | Szolgálatának vége |
| -- | -------------------------- | ---------------------- | ------------------- | --------------------- | ------------------ |
| 1. | Charles Taze Russell       | 1852. február 16.      | 1916. október 31.   | 1884.                 | 1916. október 31.  |
| 2. | Joseph Franklin Rutherford | 1869. november 8.      | 1942. január 8.     | 1917. január 6.       | 1942. január 8.    |
| 3. | Nathan Homer Knorr         | 1905. április 23.      | 1977. június 8.     | 1942. január 13.      | 1977. június 8.    |
| 4. | Frederick William Franz    | 1893. szeptember 12.   | 1992. december 22.  | 1977. június 22.      | 1992. december 22. |
| 5. | Milton George Henschel     | 1920. augusztus 9.     | 2003. március 22.   | 1992. december 30.    | 2000. október 7.   |
| 6. | Don A. Adams               | 1925                   | 2019                | 2000. október 7.      | 2014               |
| 7. | Robert Ciranko             | 1947                   | .                   | 2014                  | .                  |

## Alapítás
A Bibliakutató csoportok szerveződni kezdtek és 1881-ben William H. Conley – a szervezet elnöke –, Joseph Lytel Russell – a szervezet alelnöke –, Charles Taze Russell – a szervezet titkára és pénztárosa – megalapította a társaságot. 1882-ben Conley kivonta anyagi támogatását és gyakorlatilag elhagyta a Társulatot – egyes források szerint hitvita és Russell által jósolt események elmaradása miatt, mások szerint Conley betegsége miatt tette. A következő tíz évben a növekedés lelassúlt, adományok és az anyagi támogatás nagyon szerény volt.
Charles Taze Russell úgy tudta eltávolítani a jogilag még mindig elnöklő Conley-t, hogy megszüntette az Őrtorony Társulatot, majd rögtön újraalakította saját magát helyezve az elnöki székbe, amely 1884. december 15-én került hivatalos bejegyzésre.
A Társulat alapító okirata olyan részvényesi rendszert fektetett le, amelyben minden adományozó, aki összesen 10 dollár hozzájárulást adott, szavazati jogot nyert a Társulat igazgatótestülete tagjainak és tisztviselőinek a megválasztásával kapcsolatban. Nathan Homer Knorr elismerte, hogy „A Társulat alapító okiratának feltételeiből úgy tűnt, hogy a vezető testületi tagság a jogi Társulatnak nyújtott adományoktól függ.”
(további érdekes körülmények és részletek: Jehova tanúinak története, William H. Conley, Charles Taze Russell és Bibliakutató mozgalom szócikkeknél olvashatóak)

## Korábbi bejegyzett elnevezések
- Zion's Watch Tower Tract Society (1884-1896 között)
- Watch Tower Bible and Tract Society (1896-1955 között)
- Watch Tower Bible and Tract Society of Pennsylvania (1955-óta)

## A szervezet magyarországi leágazása
A rendszerváltás után Jehova tanúi is kikerültek a tíltott vallások köréből.